# Predesztináció
A predesztináció latin szó, jelentése: előre elrendelés, eleve elrendelés. Teológiai fogalom.

## A predesztináció fogalma és jelentősége
A kifejezés a latin nyelvű teológiában született meg, a praedestinare igéből. Az összetétel első tagja (prae-) annyit tesz, „előre”, „előzőleg”, a második jelentése pedig „elrendelni”, „elhatározni”, „célul kitűzni”, „valamire szánni”. Rövidebben: egy adott személy üdvtörténeti sorsának a megszabása, vagy ahogy a teológiai szakirodalomban ismert: eleve (vagyis: öröktől fogva való) elrendelése.
Egyes teológiai nézetek szerint a predesztináció csak a megigazulásra, az örök üdvösség megszerzésére irányul, más vélemények szerint az előre elrendelés nem csak az üdvösségre szól, hanem a megátalkodottságban való megmaradásra, az örök elkárhozásra is érvényes. Az utóbbi esetben beszélnek „kettős predesztinációról”.
A predesztináció tanának kifejtése nehéz feladat elé állítja a keresztény spekulatív teológiát, mivel súlyos témákat érint. Ilyen súlyos témák például: az áteredő bűn (Mivel az ősbűn következménye, hogy isteni kegyelem nélkül az ember nem üdvözülhet); az Isten jósága és igazságossága (Miért nem üdvözül minden ember?); Isten mindenhatósága (Ellen tud-e állni az ember Isten kegyelmének?), vagy ilyen a szabadakarat és az ember morális felelősségének kérdése (Ha isteni előrendelés dönt az egyes ember örök üdvösségéről vagy kárhozatáról, miként beszélhetünk emberi szabad akaratról, erkölcsi felelősségről?). Ha Isten mindent előre elrendelt, mi értelme van a jócselekedeteknek, vagy mi értelme van a kérő imának.

## A predesztináció és aBiblia
Az Ószövetségi Szentírásban a predesztináció kifejezés nem fordul elő, viszont mintegy előzményeként megjelenik a kiválasztás, a kiválasztottság fogalma. Az Ószövetségben a kiválasztás elsősorban közösségre vonatkozik: Isten kiválasztotta Izraelt, Izrael az ő „választott népe”. A vele kötött szövetség révén arra választotta ki Izrael népét, hogy tanúja legyen minden más nép számára. A választott néppel kapcsolatban azonban meghatározott személyek is kiválasztottként jelennek meg, például Mózes, Áron, a leviták, próféták és egyes királyok.
Az Újszövetségben is elsősorban kollektív jellege van a kiválasztottságnak. A szinoptikus evangéliumok szóhasználatában például mindig többes szám szerepel: kiválasztottakról, tehát közösségről, gyülekezetről van szó. A szinoptikus evangéliumok egyedüli személyként csak Jézust nevezik kiválasztottnak. A nem szinoptikus János evangéliumban már egyes személyek kiválasztásával találkozunk, leginkább az apostolok meghívásával kapcsolatban.
Az, hogy a kiválasztás „öröktől fogva” történik, a Szentírásban csak kevés helyen szerepel, de azért előfordul, főként Pál apostol leveleiben. Például: „Akiket ugyanis eleve ismert, azokat eleve arra rendelte, hogy fiának képmását öltsék magukra, … Akiket előre erre rendelt, azokat meg is hívta, akiket meghívott, azokat megigazulttá tette, akiket pedig megigazulttá tett, azokat meg is dicsőítette" (Róm 8. 29-31). Vagy: „Isten kiválasztott bennünket a világ teremtése előtt” (Ef 1,4).
Pál abból indul ki, hogy senki sem tudja érdemei által elnyerni Isten kegyelmét. Isten a történelem folyamán különböző személyeket választott ki, akiket a világgal kapcsolatos tervének végrehajtásában különleges szereppel ruházott fel. Az apostol hangsúlyozza Isten kegyelmének nagyságát. A Teremtő Istennek jogában áll a választás, nekünk viszont értelmetlenség kételkedni igazságosságában.
Pál kijelenti hogy Istennek jogában áll, hogy egyeseket üdvösségre választ ki. Ezt követően arról beszél, hogy Isten megkeményítheti azon emberek szívét akik már előzőleg tudatosan vagy visszavonhatatlanul visszautasították szeretetét és az iránta való engedelmességet. Ezek az emberek az Úrtól kapott szabadságukat rossz dologra, nem pedig az Istennek való engedelmességre fordítják.
Az emberek nem védtelen játékszerek egy szeszélyes istenség kezében. A Biblia tanítása egyértelműen Istennek tulajdonítja az üdvösségre való kiválasztás jogát, ám kiemeli az ember felelősségét is. Az embernek joga van a választáshoz és szabadságot élvez a döntéseiben.
Nem tudjuk, hogyan létezhet együtt Isten "kiválasztása" és az emberi szabadság, de Isten magasan felette áll az emberi értelemnek, döntéseit emberi mivoltunk, értelmünk korlátainál fogva nem mindig értjük meg. Hittel kell elfogadnunk Isten végtelen hatalmát és bölcsességét és egyben az ember szabad választási lehetőségét – a két dolog között nem kell kompromisszumot keresni.
Ami az örök kárhozatra vonatkozó eleve elrendelést illeti, a Bibliában ez a fajta predesztináció nem jelenik meg. Az egyének végső sorsa a végidőbeli ítéleten dől majd el.

## Hippói Ágostonnál
Az ókori egyházban elsőként Hippói Ágoston (354–430) dolgozott ki rendszeres tant a predesztinációról, mégpedig elsősorban a pelagianizmussal szemben. A brit származású szerzetes, Pelagius (kb. 350-420) és követői ugyanis az emberi szabad akaratból fakadó cselekedetek jelentőségét hangsúlyozták az üdvözülésben, szemben az isteni kegyelem jelentőségével. Az ő világképük szerint a világ jó, mert a jó Isten teremtette, és az ember bűnössége sem „radikális”, mert bár vétkezhet, de Isten az embert is alapvetően jónak teremtette. Pelagius azt tanította, hogy le tudjuk győzni a bűnt, szabadon választhatunk jó és rossz között, meghatározva ezzel sorsunkat. Vagyis az ember önerőből is eljuthat az örök üdvösségre, nincs szüksége Isten külön erre irányuló segítő kegyelmére.
Ágoston volt az első az egyháztörténelemben, aki a kegyelmet, a kiválasztást és a predesztinációt állította a teológiai gondolkozás középpontjába. Sőt az úgynevezett „kettős predesztinációt” is vallotta szent Ágoston: a kárhozatra való előre rendelést. Ágoston szerint az ádámi ősbűn következtében az egész emberiség kárhozott lett, önmagától képtelen az üdvösségre. Van ugyan szabad akarat, de már elvesztette a morális szabadságát, azt, hogy önmagától akarja a jót. Isten azonban a „kárhozottak tömegéből” kiragadta azokat a kiválasztottakat, akiket előre kegyelemre rendelt. A kiválasztottaknak kegyelemet ad. Ez a segítő kegyelem Ágoston szerint nincs az ember részéről feltételhez kötve, hanem "ingyenes" és egyúttal feltétlenül ható isteni ajándék. Isten azokat, akiket nem választott ki a "kárhozottak tömegéből", azokat büntetésre rendelte, mégpedig – Ágoston szerint – igazságos módon, mivel alapjában véve minden ember kárhozatot érdemelne. (Arra a kérdésre Ágoston sem tudott „elfogadható” választ adni, hogy Isten miért nem választott ki mindenkit az üdvösségre.)
529-ben az Orange-i zsinat is elítélte a pelágianizmust, kijelentve: Az ember saját maga természetéből nem képes az üdvösségre, a kegyelem ingyenes, de nélkülözhetetlen. Ugyanakkor elutasította a kárhozatra irányuló predesztinációt. („Nemcsak nem hisszük, hogy az isteni eleve elrendelés némelyeket valóban gonoszságra rendelt volna, hanem azokat, akik ilyen gonoszságot akarnak hinni, megátkozzuk és kirekesztéssel sújtjuk.”)
Quiercy-i zsinat (853) döntése szerint az eleve elrendelés csak az örök életre szól. Ugyanakkor Isten előretudása révén másokat (akikről tudja, hogy visszaélnének a kegyelemmel) meghagy az elveszett tömegben. Ők el fognak veszni, de nem azért, mert Isten eleve arra rendelte volna őket, hanem azért, mert előre tudta, hogy majd bűnösnek bizonyulnak.
A 855. évi Valence-i zsinat pedig így fogalmazott: „És hisszük, hogy senki sem az Isten előzetes ítélete miatt ítéltetett el, hanem azt saját gonoszságával érdemelte ki” ..„És a rosszak nem azért vesznek el, mivel nem lehetnek jók; hanem mert nem akartak jók lenni, és saját hibájukból végig megmaradtak az ítéletre szánt tömegben, vagy az eredeti bűn vagy akár az elkövetett vétség folytán.”
„Az Isten előretudása a rosszak közül egyáltalán senkit sem terhel meg szükségszerűséggel, hogy az illető más nem is lehetne [mint rossz]. Hanem amivé az ember a jövőben saját akaratából lett, az úgy történt, ahogyan azt a mindent létrejötte előtt ismerő Isten az ő mindenható és megváltozhatatlan méltósága folytán előre tudta.”
Ez azt jelenti tehát, hogy Isten előre tudja a rosszat, de nem az előretudása váltja ki a rosszat. Ezen megfontolás alapján a zsinat így összegzi a predestinációra vonatkozó tanítást:
„Bízvást valljuk a választottak eleve elrendelését az életre, és a gonoszok eleve elrendelését a halálra; mégis az üdvözülésre szántak kiválasztásában az Isten irgalmassága megelőzi a jó érdemet; azok elítélésében viszont, akik el fognak veszni, a rossz érdem megelőzi Isten igazságos ítéletét.”
Ekkortájt, a középkorban, kezdték alkalmazni azt a gondolatmenetet, hogy Isten, aki az időn kívül létezik, öröktől fogva előre látja, hogy az egyes ember szabad döntésével miként válaszol majd az ő segítő kegyelmére, és logikailag (nem időben) ennek tudatában dönt arról, hogy kinek ad kegyelmet, kinek nem. Ezzel a gondolatmenettel vélték összeegyeztetni Isten mindenhatóságának és az emberi szabad akaratnak az elvét.

## A reformáció teológusainál
A reformáció teológusai kezdetben Szent Ágoston tanaira nyúltak vissza, és szembeszállva a reneszánsz humanistákkal (például Rotterdami Erasmusszal), akik az emberi szabad akaratot védték, a reformátorok az isteni kegyelem elsőbbségét hangsúlyozták: a bűnös ember megigazulása kizárólag Isten kegyelmén alapul.
Luther (1483-1546) azt hirdette, hogy a bűnös ember akarata nem szabad. Csak Istenről állítható, hogy szabad akarattal rendelkezik. S mivel Isten mindenható, ezért hatalma egyes emberek kiválasztásában, mások elvetésében nyilvánul meg. Luther is azt tanította, hogy az ősbűn következtében az ember természete teljesen megromlott, ezért a megigazuláshoz elengedhetetlen Isten kegyelme, amelyet Isten ingyenesen és minden emberi feltételtől mentesen nyújt vagy nem nyújt az egyes embernek. – A lutheránus reformáció későbbi hitvallási iratai azonban már azt tartalmazzák, hogy csak egyfajta predesztináció létezik, az üdvösségre szóló, és nem létezik kárhozatra szóló predesztináció; nincsen kettős predesztináció.
Kálvin (1509-1564) szerint: "Eleve elrendelésnek pedig az Isten azon örök elhatározását nevezzük, amellyel önmagában elvégezte azt, hogy akarata szerint mi történjék minden egyes emberrel. Isten ugyanis nem egyforma állapotra teremt mindenkit, hanem némelyeket az örök életre, másokat pedig az örök kárhozatra rendelt már kezdettől fogva."
Kálvin kettős predesztinációs tana szorosan összefügg azzal, hogy ő tagadta az emberi akarat szabadságát. Szerinte az emberi akarat beteg, képtelen az igazi jóra, csak a rosszat képes igazán és teljes erővel akarni. Mivel akaratunk nem szabad, ezért nem függhet tőlünk, hogy jót teszünk-e vagy rosszat, s így az sem függhet tőlünk, hogy üdvözülünk vagy sem. Megigazulásunk és üdvözülésünk csupán attól függ, hogy Isten eleve örök üdvösségre vagy örök kárhozatra választott-e ki bennünket. A kárhozatra szóló elrendelést Kálvin Isten "félelmetes végzésének" ("furchtbarer Ratschluß Gottes") nevezi.
Kritikusai szerint Kálvin tanítása nem egyeztethető össze Isten jóságával, amelyről a Biblia számos kijelentést teszt: Például: „Isten nem akarja bűnös halálát”. (Ez 3,11). Isten „azt akarja, hogy minden ember üdvözüljön” (1 Tim 2,4). "Türelmes (...), mert nem akarja, hogy valaki is elvesszen" (2Pt 3,9). Kálvin tanai ellentmondanak a Szentírás számos olyan kijelentésének is, amelyek az üdvösséget mint a hit és a jócselekedetek megérdemelt jutalmát, a kárhozatot pedig mint saját, személyes vétkeink méltó büntetését mutatják be.
Később egyes kálvinisták úgy fogalmaztak: Ádám első bűne óta minden ember bűnben születik, s ezért megérdemli a kárhozatot. Isten ennek ellenére egyeseket kiválaszt, hogy őket a kárhozattól megmentse, e pozitív tettével azonban nem követ el igazságtalanságot, hanem ez Isten különös irgalmának a megnyilvánulása.

## Az újkori katolikus hittudományban
A katolikus tridenti zsinat (1545-1563) a reformáció tanaival szemben kimondta, hogy a bűnös ember ugyan nem tudja magát megváltani, szüksége van a kegyelemre, de az isteni kegyelemmel szabad akarattal együtt kell működnie. Azt a felfogást pedig, amely szerint Isten egyeseket eleve a kárhozatra szánt, és ezért ők nem kapnak kegyelmet, a zsinat eretnek nézetnek bélyegezte.
A Tridentinum utáni teológusok a Biblia és az atyák látszólag ellentmondó kijelentéseit így próbálták egyeztetni: Isten minden egyes ember üdvözítését akarja öröktől fogva, az egyéni döntések figyelembevétele nélkül, azokra való tekintet nélkül, előzetes és feltételes akarattal. Azzal a feltétellel akarja, ha az illetők maguk is akarják. Ezzel a feltétellel Isten mindenkinek ad elégséges kegyelmet ahhoz, hogy eljusson az üdvösségre. Úgy is fogalmaznak a katolikus hittudósok: Isten öröktől fogva tudja és akarja azok üdvözülését, aki valóban el is jutnak az üdvösségre.
A „feltételes akarás” fogalma különösen fontos arra az esetre, amikor egyes ember elkárhozásáról van szó. A katolikus teológia ezt az esetet nem sorolja a predesztináció körébe; külön elnevezéssel is illeti: a reprobáció (elutasítás) kifejezést használja, és hittételnek vallja, hogy nincsen pozitív vagy abszolút reprobáció, mert Isten csakis a bűneinkre való tekintettel veti kárhozatra azokat, akik elkárhoznak.
Reprobáció: Mivel Isten öröktől fogva előre látja mindegyikünk egyéni döntéseit, a negatív döntések eredményeként egyesek elkárhozását is tudja és engedélyezi. Logikailag kijelenthetjük, hogy szubszekvensz (utólagos) akarással nem akarja ezek üdvözülését. Ez a nem-akarás tehát utólagos, vagyis olyan akarás, amely követi azt az isteni felismerést, hogy ezek a majdani elkárhozók a bűnben való megátalkodottságot, tehát a kárhozatot választják. (Egy hasonlat a hétköznapi életből: Amikor a tanár azt mondja a diákoknak: „én senkit sem akarok elbuktatni, a legjobb jegyet akarom adni mindenkinek”, ha komolyan mondja, a diákok tudják, hogy feltételesen mondja: akarom, ha te is akarod, ha tanulásoddal kiérdemled. Viszont szubszekvensz és abszolút a tanár akarata azzal a tanulóval szemben, akiről a vizsgáztatás alkalmával megbizonyosodott, hogy jelest érdemel vagy pedig bukást érdemel, és ezért így is akarja osztályozni. A kétféle akarást a tanárnál a vizsgáztatás lefolyásának ideje választja el egymástól; Istenben azonban nincs idő, benne gyakorlatilag egybeesik a kétféle akarás, csakis elvileg (logikailag) különíthetők el egymástól) – A katolikus hittudományban a reprobáció tehát röviden azt jelenti: Isten előre látja, hogy kik azok, akik szabad akarattal visszautasítják kegyelmeit és ezért elkárhoznak. Ezt Isten nemcsak tudja, de meg is engedi, megengedően akarja.
Röviden összefoglalva: „Az ember üdvözülését nem az determinálja, hogy Isten mit tud róla, hanem éppen fordítva. Azért tudja Isten eleve az ember végleges sorsát, mert azt is tudja, hogy ki fog jól vagy rosszul dönteni örök életének kérdéseiben. Istennek ez a tudása csalhatatlan, éppúgy, ahogy minden ember üdvösségét akaró örök elhatározása is megváltoztathatatlan. Ez az akarat az üdvözülőkben valóra válik, míg a kárhozatra kerülőkben saját hibájukból meghiúsul.”

## Az újkori protestáns hittudományban
A liberális protestáns teológusok hajlanak arra, hogy elutasítsák mind az egyszerű, mind a kétszeres predesztinációt, vagy legalábbis elődeikhez képest másképp értelmezzék, máshová helyezzék a hangsúlyt az elrendelést illetőleg.
A 20. század protestáns teológiájában Karl Barth predesztináció-értelmezésének volt a legnagyobb hatása. Barth szerint, amikor a predesztinációról beszélünk, akkor nem annyira az egyes ember kiválasztására vagy elvetésére kell helyeznünk a hangsúlyt, hanem arra, hogy a predesztináció elsősorban Isten önmagára vonatkoztatott predesztinációját jelenti. Isten jósága abban nyilvánul meg, hogy Jézusban maga Isten a kiválasztott és maga az elvetett. Isten éppen ez által váltott meg bennünket Krisztusban. És nemcsak minket, hanem az egész emberiséget. Így válik a predesztináció egyetemes hatásúvá.